# Christopher Milton
Christopher Devon Milton (Folkston, 15 settembre 1992) è un giocatore di football americano statunitense che milita nel ruolo di cornerback per i Tennessee Titans della National Football League (NFL). Non scelto nel Draft NFL 2016, firmò come undrafted free agent coi Colts. Al college ha giocato a football per Georgia Tech.

## Carriera universitaria
Milton frequentò il Georgia Institute of Technology dal 2011 al 2015 e giocò per i Georgia Techw Jackets. Dopo aver trascorso la prima stagione da freshman redshirt, scese in campo nel 2012, disputando tutte le dodici partite (una da titolare) e totalizzando 20 tackle (17 solitari), due passaggi difesi e un fumble forzato. Nel 2013, come sophomore redshirt, Milton disputò tutte le tredici partite (di cui sei da titolare), facendo registrare 16 placcaggi (13 solitari), due passaggi difesi e due intercetti (di cui uno ritornato in touchdown). Nel 2014, come junior, fece registrare un record personale di otto placcaggi e un intercetto nell'Orange Bowl contro Mississippi State. Terminò la stagione con  quattordici presenze da titolare, 32 placcaggi (25 solitari), quattro passaggi difesi e due intercetti (di cui uno ritornato in touchdown). Nel 2015, come senior redshirt, Milton disputò da titolare tutte le dodici partite, facendo registrare 28 placcaggi (27 solitari), un fubmle forzato, un intercetto e sei passaggi difesi. Terminò la carriera universitaria con 53 presenze (33 da titolare), 96 placcaggi (82 solitari), un fumble forzato, 14 passaggi difesi e cinque intercetti (dei quali due ritornati in touchdown).

## Carriera professionistica

### Indianapolis Colts
Non scelto nel Draft NFL 2016, il 2 maggio 2016 Milton firmò come undrafted free agent con gli Indianapolis Colts. Venne svincolato dalla squadra il 3 settembre 2016 e ri-firmato per la squadra di allenamento il giorno seguente, per poi essere promosso alla prima squadra il 19 novembre 2016. Terminò la sua stagione da rookie con sei presenze (di cui una da titolare), sei tackle totali (quattro solitari) e due passaggi difesi. Nella stagione 2017, Milton disputò 14 partite, facendo registrare quattro placcaggi e un fumble forzato.
Nella stagione 2018, Milton disputò quindici partite, mettendo a segno 10 placcaggi totali (5 solitari e 5 assistiti) e un fumble recuperato. Disputò la prima partita nei play-off in carriera, giocando nel Wild Card Game contro gli Houston Texans. Nel turno successivo, il Divisional Play-off contro i primi in classifica Kansas City Chiefs, Milton mise a segno un paio di placcaggi solitari e un fumble forzato; i Chiefs sconfissero i Colts per 13–31, ponendo fine alla loro stagione.
Il 12 marzo 2019, Milton rinnovò con i Colts per un altro anno, con un contratto del valore di 1,75 milioni di dollari. Fu tuttavia svincolato il 1º settembre 2019.

### Tennessee Titans
Il giorno successivo Milton firmò con i Tennessee Titans.